# Алвиано
Алвиа̀но (на италиански: Alviano) е село и община в Централна Италия, провинция Терни, регион Умбрия. Разположено е на 251 m надморска височина. Населението на общината е 1514 души (към 2011 г.).